# Совещание на Принцевых островах
Совещание на При́нцевых острова́х — международное совещание с участием представителей всех политических групп и государственных образований бывшей Российской империи и держав Согласия, которое предполагалось созвать по инициативе Союзных держав на Принцевых островах 15 февраля 1919 года для выработки договора о дальнейшей судьбе России. Инициатива Союзных держав явилась по существу попыткой создания всероссийской власти под их непосредственным руководством. Для участия в работе совещания вместе с тем была приглашена делегация от правительства Советской России, подтвердившего предварительно свою деятельную заинтересованность. Ввиду того, что все остальные потенциально заинтересованные участники отказались дать своё согласие на участие в совещании, оно по существу не состоялось:412.

## Предыстория
В результате поражения Центральных держав в Первой мировой войне Константинополь и Черноморские проливы были оккупированы Антантой — бывшими союзниками России. Предполагалось, что сюда представители России, приглашённые на совещание, смогут добраться наиболее быстро и с наименьшими затруднениями.
К тому времени в высших политических кругах стран Антанты господствовали две точки зрения относительно событий в России:
1. И Белое, и национальные движения и их государственные структуры с одной стороны, и советская власть — с другой стороны — имеют равное право на существование и равное право на представительство как всероссийская и/или региональная власть. Если удастся согласовать интересы этих движений, то удастся создать единое правительство, которое сможет представлять Россию на Парижской мирной конференции, открывшейся 18 января 1919 года.
2. Между большевистской партией и другими социалистическими партиями принципиальных различий нет. Поэтому между ними возможна договорённость, тем более если переговоры будут проходить под эгидой держав Антанты[1]:413.

Представители Белого движения, находившиеся в зарубежье и имевшие контакты с лидерами держав Антанты, неоднократно и настойчиво поднимали перед последними вопрос о необходимости приглашения российской делегации на Парижскую мирную конференцию:413.

## Ход событий
Вдохновителем идеи совещания являлся британский премьер-министр Ллойд Джордж. Ему принадлежало предложение, высказанное в частном порядке, по воспоминаниям Уинстона Черчилля, 16 января 1919 года, о том, чтобы пригласить в Париж представителей всех конфликтующих сторон в российской гражданской войне — «подобно тому, как Римская империя приглашала военачальников плативших ей дань государств для того, чтобы они давали отчёт в своих действиях»:417.
16 января в Париже состоялась встреча Ллойд Джорджа и главы Русского политического совещания Г. Е. Львова, на которой первый озвучил условия, которые должны выполнить представители различных «частей» России (то есть возникших на территории бывшей Российской империи «государственных образований») для того, чтобы союзники приняли решение, кто из них может быть приглашён на конференцию как представитель России. По мысли Ллойд Джорджа, для получения такого приглашения им пришлось бы предварительно пройти «опрос» представителей Антанты. По его замыслу, «опрос» должен был проводиться в неформальной обстановке. Если бы большевистское правительство решило бойкотировать такой неформальный форум, то представители антибольшевистских сил, как считал Ллойд Джордж, только выиграли бы. Пока такой «опрос» не состоится, ни о каком приглашении России на Парижскую мирную конференцию речь не могла идти:418.
Но 22 января на Парижской конференции президент США Вудро Вильсон выступил с предложением, принципиально отличающимся от замысла Ллойд Джорджа. Речь Вильсона, выдержанная в характерной для него манере «миротворца», была посвящена «русскому вопросу». На основании этого выступления участники конференции в тот же день приняли официальное коммюнике, обращённое к сторонам конфликта в России.

…Союзные державы приглашают все организованные группы, которые в настоящее время осуществляют или пытаются осуществлять политическую власть или контроль со стороны армии где бы то ни было в Сибири или в границах Европейской России, существовавших перед только что закончившейся войной, (исключая Финляндию), направить своих представителей, не более трёх от каждой группы, на Принцевы острова в Мраморном море, где их встретят представители Союзных держав, при условии что к этому времени будет установлено перемирие между приглашёнными сторонами и все их вооружённые силы, отправленные куда бы то ни было или направленные против каких бы то ни было народов и территорий за пределами Европейской России, существовавшими перед войной, или против Финляндии, или против каких бы то ни было народов и территорий, автономия которых предусматривается в 14-ти пунктах, лёгших в основу настоящих мирных переговоров, будут отозваны и все военные действия прекратятся. Эти представители приглашаются к самому свободному и откровенному обсуждению с представителями Союзных держав с тем, чтобы установить чаяния всех групп российского народа и прийти, если возможно, к какому-либо пониманию и соглашению, посредством которого Россия сможет осуществить свои собственные цели и в то же время установить отношения доброго сотрудничества между своим народом и другими народами мира.
Союзники брали на себя обеспечение проезда российских представителей, включая переезд через Чёрное море, и ожидали их на месте встречи к 15 февраля 1919 г.
Союзники полагали, что предложенные ими условия переговоров будут неприемлемы для большевиков и они обязательно от них откажутся. Так, английский министр иностранных дел Артур Бальфур говорил: «Большевики, вероятно, откажутся принять такие условия и тем самым поставят себя в невыгодное положение».
В действительности же приглашение большевиков на совещание вызвало практически одинаковую отрицательную реакцию у других потенциальных участников. Более того, как писал исследователь Д. В. Лехович, идея проведения совещания пала жертвой, в том числе, и разногласий внутри самой Антанты — так, французское министерство иностранных дел, не желая усиления позиций Великобритании и надеясь на успех французского присутствия на Юге России, саботировало данную инициативу и прямо рекомендовало представителям Белого движения игнорировать приглашение на совещание.

### Реакция правительства Колчака
2 февраля 1919 года Российское правительство адмирала А. В. Колчака направило в Париж телеграмму с ответом на предложение принять участие в совещании, подписанную председателем правительства П. В. Вологодским. В этой телеграмме цели, которые могли стоять перед подобным совещанием, разделялись на две разные составляющие: (а) попытку достигнуть договорённости между всеми теми национальными частями Русского государства, которые стремятся к большей самостоятельности и свободе; (б) попытку прекратить вооружённую борьбу, которую все эти части и группы ведут с противоположным, большевистским, лагерем. И если в отношении первой цели правительство Колчака извещало «о своей готовности приступить ко всякому мероприятию…», то по второй оно заявляло, что «…начатая им борьба против врагов цивилизации, стоящих препятствием к установлению внутреннего и международного правопорядка, будет им доведена до конца», а единственным возможным предназначением совещания на Принцевых островах Российское правительство считало «проведение первого Суда Наций над большевизмом».
Практически так же отреагировали на предложение Вильсона члены общественно-политического объединения «Омский блок» — в своей резолюции от 5 февраля 1919 г. они отметили, что невозможно сидеть за столом переговоров «…с теми, кто отрицает все принципы права и справедливости, уничтожает религию, культуру и искусство… Ни одна национальная русская партия не может, не рискуя себя опозорить, искать соглашения с большевиками»:414.

### Реакция на Белом Юге
На Белом Юге предложение вызвало неоднозначную реакцию. В Одессе, которая зимой 1918—1919 гг. была общественно-политическим центром всего Юга, предложение союзников, о котором в Одессе стало известно 26 января, начали составлять списки «групп и партий», которые должны были послать своих членов на совещание, и списочный состав делегаций. Совет государственного объединения России намеревался послать по три человека от каждой из организаций, вошедших в его состав, — от законодательных палат, земств, промышленных и городских самоуправлений, Русского Церковного Собора, финансовой, земледельческой, академической групп, Сената. 3 февраля в Одессу была доставлена дополнительная радиограмма, более подробно объясняющая, какие партии и группы (представительство по три человека осталось прежним) ожидались на Принцевых островах. Ими оказались: объединения — Союз возрождения России, Национальный центр, Совет государственного объединения России, Совет земств и городов; партии — российские эсеры и меньшевики; грузинские меньшевики, армянская «Дашнакцутюн»; правительства — донское, кубанское, омское, украинское, грузинское, армянское, архангельское, крымское, эстонское; армии — Добровольческая, Донская, Сибирская, Северная. В радиограмме отсутствовало упоминание большевиков и всех правых партий. 26 февраля от В. А. Маклакова было получено дополнительное разъяснение о том, что на Совещание приглашаются не представители партий, а прежде всего представители реально существующих властных структур, обладавшие органами управления и вооружёнными силами. Но когда было подтверждено, что «Правительство Центральной России» (большевики) приглашается на Совещание на равных условиях, то энтузиазм сменился разочарованием:415.

### Реакция Временного правительства Северной области
Временное правительство Северной области особым заявлением, которое было разослано всем иностранным диппредставителям в Архангельске, отвергло план Вильсона. В заявлении отмечалась «невозможность по нравственным причинам» сесть за стол переговоров с большевиками, которые к тому же открыто декларировали своё презрение к международному праву и международным соглашениям, и заявлялось, что вести переговоры о «перемирии» унизительно для «национальных армий», готовящихся нанести «удары по врагу». Возможность перемирия признавалась актом вредным и опасным, а сама идея проведения совещания совместно с большевиками — по назначенным срокам неосуществимой, а по существу совершенно неприемлемой:416.
Генерал-губернатор Северной области Е. К. Миллер категорически отказался от участия в совещании, так как, по его мнению, передача решения вопроса о принадлежности государственно-административных границ из рук российских властей представителям иных государств приведёт к расчленению России и может закончиться тем, что страна прекратит своё существование как государство.

### Реакция Русского политического совещания в Париже
Члены РПС заняли наиболее определённую и твёрдую позицию по предложению американского президента. В заявлении РПС от 16 февраля 1919 г., подписанном С. Д. Сазоновым, Н. В. Чайковским, В. А. Маклаковым от имени «Объединённых правительств Сибири, Архангельска и Южной России», заявлялось:416: 

После трёхлетней борьбы, во время которой Россия сдержала все свои обязательства и перенесла добрую часть общего бремени, она была выбита из строя и сможет залечить свои раны только в мире. Но эта работа перестройки невозможна из-за гражданской войны, которую проповедуют и ведут узурпаторы и преступники, не знающие ни чести, ни закона… Желая раньше всего положить конец кровавой тирании большевиков, русские политические группы… будут благодарны Конференции мира за помощь, которую она готова оказать …в деле национального возрождения… Однако же ни в коем случае не может быть и речи об обмене мнений по этому вопросу с участием большевиков;… ибо они изменили, договариваясь с общим врагом, — делу России и союзников; ибо они затоптали в грязь демократические принципы, управляющие цивилизованными странами, посеяли анархию в стране и держатся у власти только благодаря террору. Между ними и национальными русскими группами никакое перемирие невозможно; встреча же с ними не только останется без результата, но рискует ещё причинить русским патриотам, а равно и союзным нациям непоправимый моральный ущерб.

### Реакция Совета народных комиссаров
Наркоминдел Г. В. Чичерин направил своё согласие на предложение союзников в ноте от 4 февраля 1919 г. Сущность предложений Вильсона получила в трактовке большевистского правительства принципиально иное объяснение. В своей ноте Чичерин заявлял не о готовности к созданию некого коалиционного правительства, а о готовности добиться мира в гражданской войне путём уступок иностранным государствам, а именно: о признании долгов царского и Временного правительств, о выплате процентов по займам и предоставлении концессий на угольные копи и леса России. Ни о каких уступках своим противникам внутри России советское правительство не заявляло, а, напротив, подчёркивало, что ничто не должно мешать строительству социализма в Советской России. Пункт Вильсона о прекращении военных действий как обязательном условии начала переговоров также остался в ноте Чичерина без комментариев:417. Нота Чичерина осталась без ответа.

### Итог
В результате все усилия провести совещание на Принцевых островах оказались бесплодными. Согласие на участие в переговорах дали РСФСР и Эстония:417. Все белые правительства заявили единую позицию в отношении предложения Союзных держав. Вследствие провала идеи Совещания позиция союзников относительно участия в российских делах не претерпела изменений — войска союзников оставались на территории бывшей Российской империи только в тех местах, куда они были введены ранее и в рамках предыдущих соглашений:419.